# Young Tom Morris
Thomas Morris (St. Andrews, 20 de abril de 1851 – 25 de dezembro de 1875), mais conhecido como Young Tom Morris (ou Jovem Tom Morris), foi um escocês jogador profissional de golfe. Ele é considerado um dos pioneiros do golfe profissional e foi também o primeiro jovem prodígio da história do esporte. Com apenas 21 anos de idade, ele já havia ganhado quatro títulos consecutivos do Aberto Britânico de Golfe, um feito jamais repetido por nenhum outro golfista.
Morris nasceu em St. Andrews, cidade considerada como o "Berço do Golfe" e morreu no Natal de 1875 com 24 anos de idade,a causa da morte foi hemorragia pulmonar causada por apnéia. Seu pai, o Old Tom Morris ("Velho Tom Morris") era o "Greenkeeper" e jogador profissional dos "Links de St. Andrews" (um dos campos de golfe mais antigos e famosos do mundo) e ele próprio venceu quatro das oito primeiras edições do Aberto Britânico de Golfe. A primeira vitória de Young Tom Morris no Aberto Britânico de Golfe, em 1868 aos 17 anos, fez dele o mais jovem ganhador de um "Major" na história do golfe, um recorde que nunca foi quebrado.

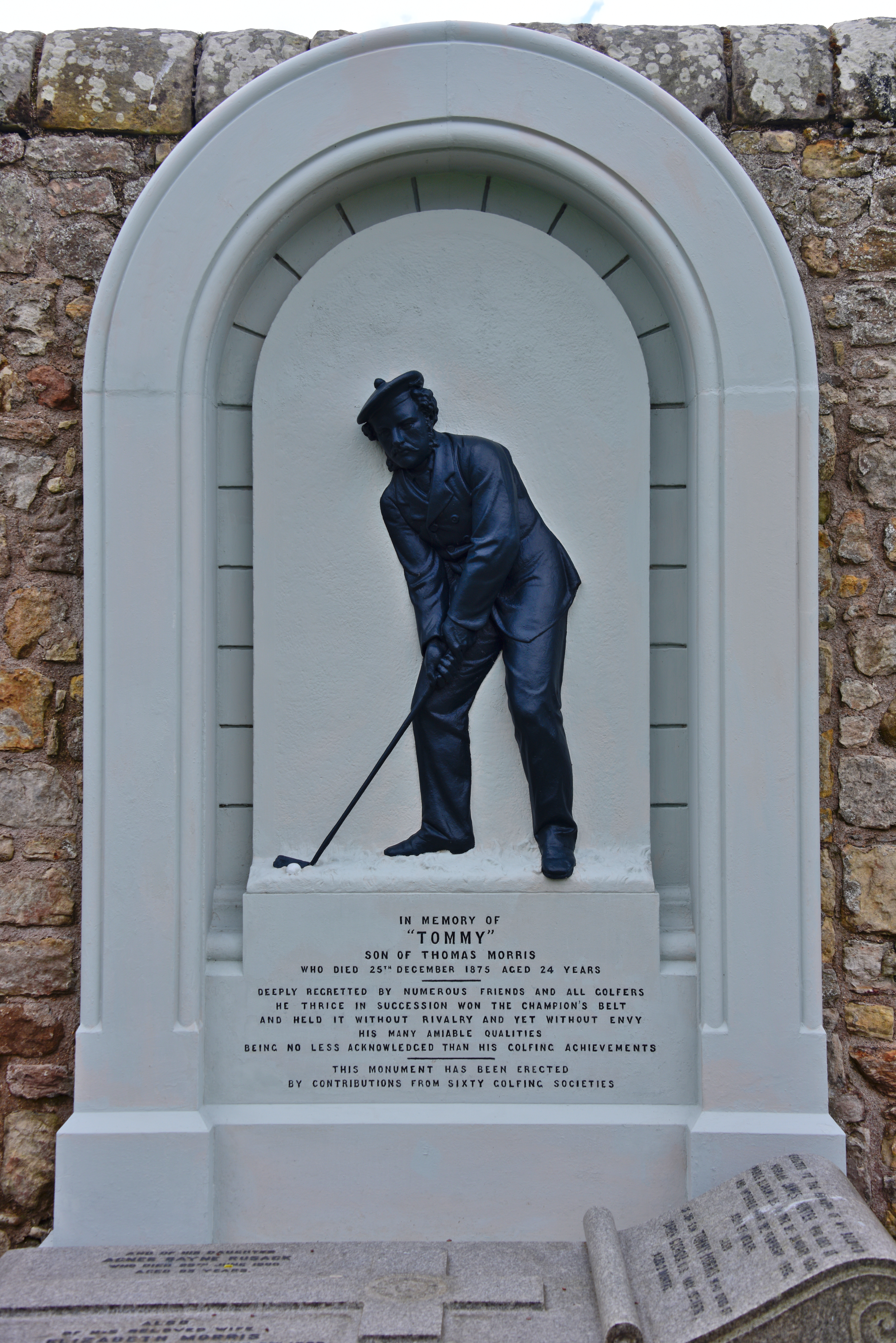
Sepultura na Catedral de St Andrews